# Lijst van rivieren in Belize

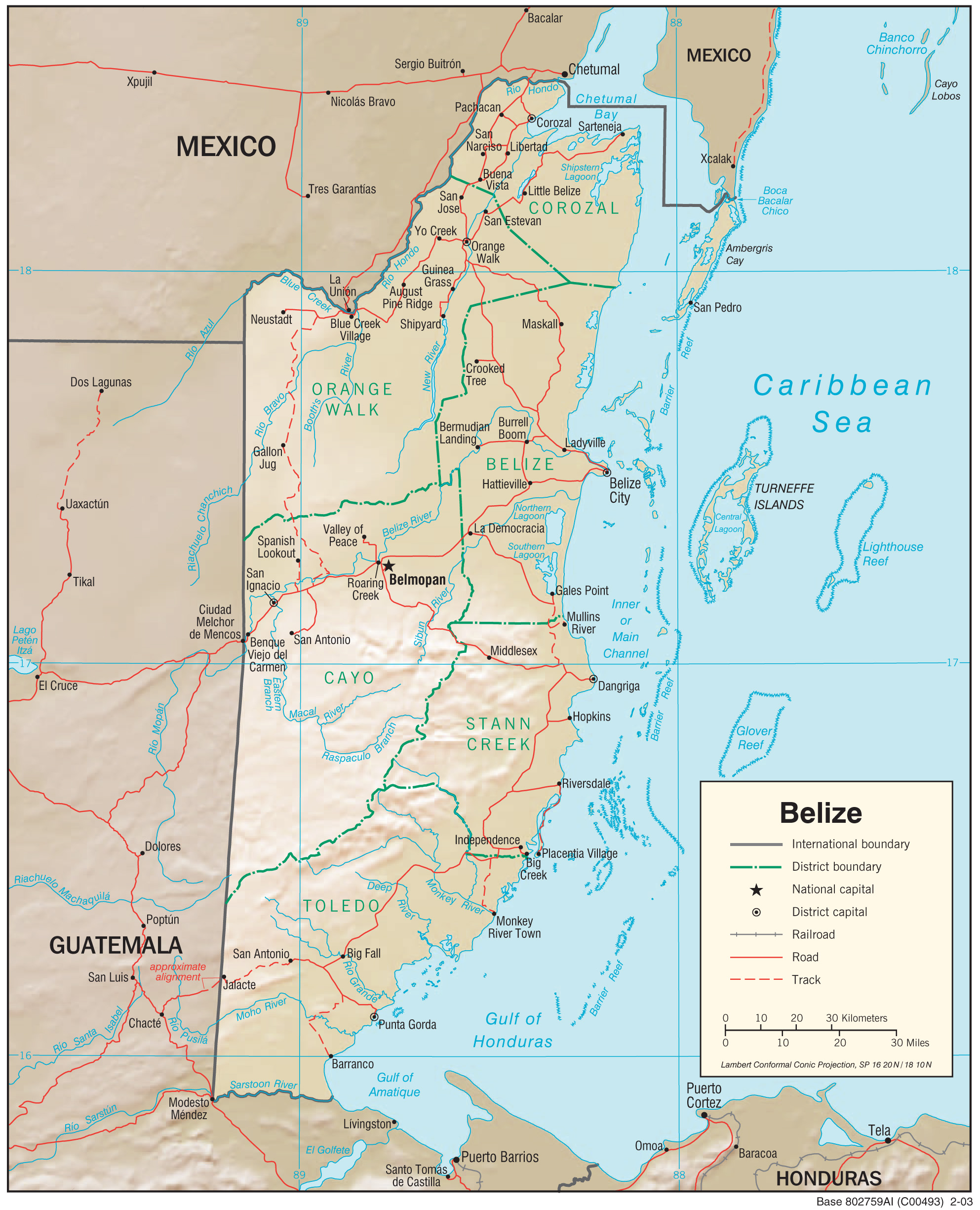
Kaart van Belize met de belangrijkste rivieren.

Dit is een lijst van rivieren in Belize. De rivieren in deze lijst zijn geordend naar stroomgebied en de opeenvolgende zijrivieren zijn ingesprongen weergegeven onder de naam van elke hoofdrivier. Belize heeft 35 grotere en kleinere rivieren die in de Caraïbische Zee uitmonden.

## Stroomgebieden

### Noordelijke stroomgebieden
- Hondo
  - Blue Creek
  - Chan Chich
  - Booth's River
- New River
- Fresh Water Creek
- Northern River

### Centrale stroomgebieden
- Belize
  - Mopan
  - Macal
  - Barton Creek
- Sibun
- Manatee

### Zuidoostelijke stroomgebieden
- Mullins
- Big Creek North
- North Stann Creek
- Freshwater Creek
- Sittee
- Cabbage Haul Creek
- South Stann Creek
- Big Creek South
- Mango Creek
- Plantation Creek
- Sennis
- Monkey River
- Deep River

### Zuidelijke stroomgebieden
- Golden Stream
- Middle River
- Rio Grande
- Joe Taylor Creek
- Moho
- Temash
- Sarstoon